# Protea wentzeliana
Protea wentzeliana är en tvåhjärtbladig växtart som beskrevs av Adolf Engler. Protea wentzeliana ingår i släktet Protea och familjen Proteaceae. Inga underarter finns listade i Catalogue of Life.